# Giải NBRMP cho dàn diễn viên xuất sắc nhất

Giải NBRMP cho dàn diễn viên xuất sắc nhất là một giải của NBRMP dành cho tất cả diễn viên trong một phim, được bầu chọn là xuất sắc nhất. Giải này được lập từ năm 1994.

## Các phim & các diễn viên đoạt giải

### Thập niên 1990
- 1994: Prêt-à-Porter

các diễn viên: không rõ
- 1995: The Usual Suspects

các diễn viên: không rõ
- 1996: The First Wives Club

Bette Midler; Goldie Hawn; Diane Keaton; Maggie Smith; Dan Hedaya; Sarah Jessica Parker; Stockard Channing; Victor Garber; Stephen Collins; Elizabeth Berkley; Marcia Gay Harden; Bronson Pinchot; Jennifer Dundas; Eileen Heckart; Philip Bosco; Rob Reiner; James Naughton; Ari Greenberg và Aida Linares
- 1997: The Sweet Hereafter

Ian Holm; Caerthan Banks; Sarah Polley; Tom McCamus; Gabrielle Rose; Alberta Watson; Maury Chaykin và Stephanie Morgenstern
- 1998: Happiness

Jane Adams; Jon Lovitz; Philip Seymour Hoffman; Dylan Baker; Lara Flynn Boyle; Justin Elvin; Cynthia Stevenson; Lila Glantzman-Leib; Gerry Becker; Rufus Read; Louise Lasser; Ben Gazzara; Camryn Manheim; Arthur J. Nascarella; Molly Shannon; Ann Harada và Douglas McGrath
- 1999: Magnolia

Tom Cruise; Pat Healy; Julianne Moore; Genevieve Zweig; Mark Flannagan; William H. Macy; Neil Flynn; Philip Seymour Hoffman và Rod McLachlan

### Thập niên 2000
- 2000: State and Main

Alec Baldwin; Charles Durning; Jim Frangione; Clark Gregg; Vincent Guastaferro; Michael Higgins; Philip Seymour Hoffman; Ricky Jay; Jonathan Katz; Linda Kimbrough; Jordan Lage; Morris Lamore; Patti LuPone; William H. Macy; Michael James O'Boyle; Sarah Jessica Parker; David Paymer; Rebecca Pidgeon; Charlotte Potok; Lionel Mark Smith; Allen Soule và Julia Stiles
- 2001: Last Orders

Michael Caine; Bob Hoskins; Tom Courtenay; David Hemmings; Ray Winstone và Helen Mirren
- 2002: Nicholas Nickleby

Jamie Bell; Jim Broadbent; Tom Courtenay; Alan Cumming; Edward Fox; Romola Garai; Christopher Plummer; Anne Hathaway; Barry Humphries; Charlie Hunnam; Nathan Lane; Timothy Spall và Juliet Stevenson
- 2003: The Lord of the Rings: The Return of the King

Sean Astin; Sean Bean; Cate Blanchett; Orlando Bloom; Billy Boyd; Bernard Hill; Ian Holm; Ian McKellen; Dominic Monaghan; Viggo Mortensen; John Noble; Miranda Otto; John Rhys-Davies; Andy Serkis; Liv Tyler; Karl Urban; Hugo Weaving; David Wenham và Elijah Wood
- 2004: Closer

Jude Law, Clive Owen, Natalie Portman và Julia Roberts
- 2005: Mrs. Henderson Presents

Judi Dench; Bob Hoskins, Will Young, Christopher Guest, Kelly Reilly và Thelma Barlow
- 2006: The Departed

Anthony Anderson, James Badge Dale, Alec Baldwin, Leonardo DiCaprio, Matt Damon, Jack Nicholson, Martin Sheen, Ray Winstone, Vera Farmiga và Mark Wahlberg
- 2007: No Country for Old Men
- 2008: Doubt

các diễn viên: không rõ